# Somostelke
Somostelke (románul: Șomoștelnic), falu Romániában, Maros megyében.

## Története
Mikefalva község része. A trianoni békeszerződésig Kis-Küküllő vármegye Dicsőszentmártoni járásához tartozott.

## Népessége
2002-ben 306 lakosa volt, ebből, 275 román, 26 cigány és 5 magyar nemzetiségű.

## Vallások
A falu lakói közül 289-en ortodox, 10-en pünkösdista, 2-en református hitűek és 4 fő baptista.